# 潘州 (広東省)
潘州（はんしゅう）は、中国にかつて存在した州。唐代から北宋初年にかけて、現在の広東省茂名市一帯に設置された。

## 概要
621年（武徳4年）、唐が嶺南を平定すると、隋の合浦郡南昌県の地に南宕州が置かれた。南宕州は南昌・定川・宕川・温水・陸川・思城の6県を管轄した。632年（貞観6年）、南宕州の州治は南昌県から定川県に移転された。634年（貞観8年）、南宕州は潘州と改称された。後に潘州の州治は定川県から茂名県に移転された。742年（天宝元年）、潘州は南潘郡と改称された。758年（乾元元年）、南潘郡は潘州の称にもどされた。潘州は嶺南道の邕管十州に属し、茂名・南巴・潘水の3県を管轄した。
972年（開宝5年）、北宋により潘州は廃止された。南巴・潘水の2県は廃止され、茂名県に併合された。茂名県は高州に移管された。